# Acompanyament (menjar)
Un acompanyament o guarnició, en un plat, és el que s'afegeix a la menga principal. Per exemple, un segon plat sol estar format, als Països Catalans, per carn o peix amb un acompanyament que pot ser de verdura cuita o crua (amanida), patates, etc. Unes postres també poden tenir guarnició, per exemple ho seria una neula sobre una crema catalana o un gelat, o una crema anglesa al costat d'un pastís.